# 陸上自衛隊衛生学校

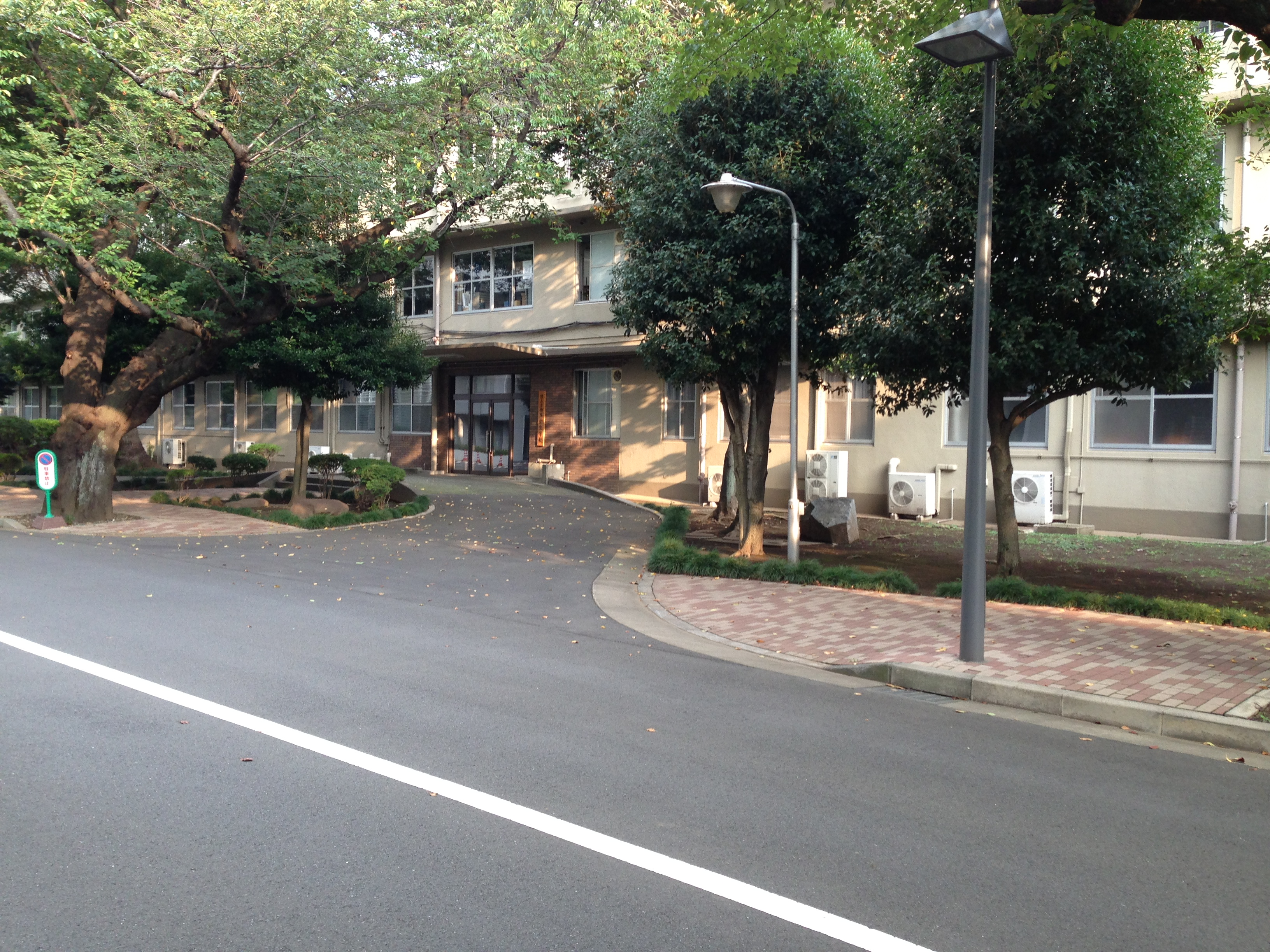
陸上自衛隊衛生学校

陸上自衛隊衛生学校（りくじょうじえいたいえいせいがっこう、JGSDF Medical School）は、陸上自衛隊三宿駐屯地（東京都世田谷区）に所在するの防衛大臣直轄機関（学校）のひとつである。

## 概要
学校長は、陸将補（二）が充てられ、三宿駐屯地司令を兼ねる。衛生学校は、陸上自衛隊の教育機関の一つで、衛生科隊員として必要な知識・技能を修得させるための教育訓練を行うことを主要任務とし、その教育内容から、衛生科の隊員だけでなく他職種の隊員や海上自衛官・航空自衛官、自衛官として採用された民間の医師などに対する教育も行っている。また、国家資格である臨床検査技師、救急救命士の養成も行っている。

## 沿革
警察予備隊総隊学校第4部
- 1951年（昭和26年）11月19日：警察予備隊総隊学校（久里浜駐屯地）第4部（衛生）が教育開始。

陸上自衛隊衛生学校
- 1952年（昭和27年）10月15日：総隊学校第4部（久里浜駐屯地）が陸上自衛隊衛生学校として独立。
- 1953年（昭和28年）3月10日：編成改正（総務・教育・研究の3部6課2室）。
- 1954年（昭和29年）9月1日：編成改正（教育・研究の2部5課3科）。
- 1955年（昭和30年）7月11日：陸上自衛隊衛生学校が三宿駐屯地開設により、久里浜駐屯地から移転。
- 1956年（昭和31年）
  - 1月25日：編成改正（総務・教育・研究の3部6課）。
  - 3月24日：三宿駐屯地開庁式挙行。
- 1957年（昭和32年）5月20日：学校長補職が陸将補（二）となる。
- 1958年（昭和33年）4月1日：看護学生課程開設[1]。
- 1959年（昭和34年）
  - 8月13日：編成改正（企画室・教育・研究の3部5課）
  - 12月4日：看護学生課程が自衛隊中央病院に移管され、婦人自衛官養成所として設置。
- 1996年（平成08年）3月29日：教育支援部隊として教育支援衛生隊が三宿駐屯地に新編[2]。
- 1999年（平成11年）3月29日：教育支援衛生隊（三宿駐屯地）が衛生教導隊に改編[2]。
- 2001年（平成13年）3月27日：陸上自衛隊の研究開発体制の改編に伴い、研究部を改編（人員の一部を研究本部および同隷下部隊へ）[2]。

## 組織編成
- 企画室
- 総務部
  - 総務課
  - 管理課「衛校」
  - 会計課
- 教育部
  - 教務課
  - 教材課
  - 主任教官（1人）
- 研究部
- 衛生教導隊「衛教」：衛生学校入校学生に対する教育支援を担当
  - 衛生教導隊本部
  - 治療隊
  - 救急車小隊

## 主要幹部
| 官職名                                 | 階級          | 氏名     | 補職発令日     | 前職                                 |
| -------------------------------------- | ------------- | -------- | -------------- | ------------------------------------ |
| 陸上自衛隊衛生学校長 兼 三宿駐屯地司令 | 陸将補（二）  | 白石智将 | 2025年03月24日 | 東部方面総監部装備部長               |
| 副校長 兼 企画室長                     | 1等陸佐（一） | 山本泰輔 | 2023年08月01日 | 北部方面衛生隊長                     |
| 総務部長                               | 2等陸佐       | 萩原陵志 | 2022年10月01日 | 陸上自衛隊衛生学校勤務               |
| 教育部長                               | 1等陸佐（二） | 三根弘靖 | 2023年12月22日 | 中部方面衛生隊長                     |
| 研究部長                               | 2等陸佐       | 相澤和也 | 2024年03月18日 | 自衛隊中央病院衛生資材部衛生資材課長 |

| 代 | 氏名                   | 在職期間               | 出身校・期                             | 前職                                                         | 後職                                       |
| -- | ---------------------- | ---------------------- | -------------------------------------- | ------------------------------------------------------------ | ------------------------------------------ |
| 01 | 加納富夫 （保安監補）  | 1952.10.15 - 1953.1.31 | 東京帝国大学 昭和8年卒                 | 警察予備隊総隊学校長 （保安隊幹部学校長兼務）                | 第一幕僚監部第4部長                        |
| 02 | 松野正徳 （2等保安正） | 1953.2.1 - 1953.8.15   | 慶応義塾大学 昭和13年卒                | （衛生学校長心得）                                           | 第一幕僚監部衛生課研究班長                 |
| 03 | 安西勇 （1等保安正）   | 1953.8.16 - 1955.7.31  | 東北帝国大学 昭和6年卒                 | 第一幕僚監部衛生課長                                         | 陸上自衛隊衛生学校附                       |
| 04 | 金原節三               | 1955.8.1 - 1957.12.15  | 東京帝国大学 大正15年卒                | 1955.8.1 入隊 →陸将補任命                                    | 陸上幕僚監部衛生課長                       |
| 05 | 井上義弘               | 1957.12.16 - 1960.7.31 | 台湾総督府医学校 昭和4年卒             | 陸上幕僚監部衛生課長                                         | 陸上幕僚監部付 →1960.12.31 退職            |
| 06 | 中黒秀外之             | 1960.8.1 - 1968.3.15   | 北海道帝国大学 昭和7年卒               | 札幌地区病院長 兼 豊平駐とん地司令 →1964.7.6 陸将昇任        | 退職                                       |
| 07 | 坪井正人 （陸将）      | 1968.3.16 - 1969.7.31  | 京城帝国大学 昭和11年卒                | 陸上自衛隊衛生学校副校長                                     | 陸上幕僚監部衛生監                         |
| 08 | 園口忠男               | 1969.8.1 - 1971.6.30   | 熊本医科大学 昭和14年卒                | 陸上自衛隊衛生学校副校長 兼 企画室長 →1970.1.31 陸将昇任     | 退職                                       |
| 09 | 門馬公道               | 1971.7.1 - 1973.3.15   | 東北帝国大学 昭和14年卒                | 札幌地区病院長 兼 豊平駐とん地司令                           | 陸上幕僚監部衛生監                         |
| 10 | 水上四郎               | 1973.3.16 - 1975.3.16  | 東京慈恵医科大学 昭和17年卒            | 陸上幕僚監部衛生課長 →1974.7.1 陸将昇任                      | 陸上幕僚監部付 →1975.7.1 退職              |
| 11 | 泉將 （陸将）          | 1975.3.17 - 1978.6.30  | 東北帝国大学 昭和19年卒                | 陸上幕僚監部衛生課長                                         | 陸上幕僚監部衛生部長                       |
| 12 | 新家清                 | 1978.7.1 - 1979.11.30  | 慶応義塾大学 昭和20年卒                | 陸上自衛隊衛生学校副校長 兼 企画室長 →1979.3.16 陸将昇任     | 退職                                       |
| 13 | 波多野裕敏 （陸将）    | 1979.12.1 - 1981.6.30  | 京城医学専門学校 昭和19年卒            | 陸上自衛隊衛生学校副校長 兼 企画室長                         | 退職                                       |
| 14 | 小林弘 （陸将）        | 1981.7.1 - 1983.3.15   | 千葉医科大学 昭和24年卒                | 陸上幕僚監部衛生部長                                         | 退職                                       |
| 15 | 松薗勉 （陸将）        | 1983.3.16 - 1985.6.30  | 熊本医科大学 昭和27年卒                | 札幌地区病院長 兼 豊平駐屯地司令                             | 西部方面総監部付 →1985.10.1 退職           |
| 16 | 石崎龍雄 （陸将）      | 1985.7.1 - 1987.3.15   | 陸士61期・ 京都府立医科大学 昭和29年卒 | 陸上幕僚監部衛生部長                                         | 退職                                       |
| 17 | 板谷忠重 （陸将）      | 1987.3.16 - 1988.3.15  | 順天堂医科大学 昭和29年卒              | 陸上幕僚監部衛生部長                                         | 札幌地区病院長 兼 豊平駐屯地司令           |
| 18 | 芳賀稔                 | 1988.3.16 - 1989.6.29  | 東京医科大学 昭和31年卒                | 陸上幕僚監部衛生部長                                         | 退職                                       |
| 19 | 近藤正太郎             | 1989.6.30 - 1990.7.8   | 東北大学 昭和33年卒                    | 陸上幕僚監部衛生部長                                         | 退職                                       |
| 20 | 吉川尚文               | 1990.7.9 - 1993.3.23   | 福島県立医科大学 昭和35年卒            | 自衛隊福岡病院長 兼 春日駐屯地司令                           | 陸上幕僚監部付 →1993.4.1 退職              |
| 21 | 菊谷雄作               | 1993.3.24 - 1994.6.30  | 長崎大学 昭和35年卒                    | 自衛隊札幌病院長 兼 豊平駐屯地司令                           | 退職                                       |
| 22 | 山本次郎               | 1994 7.1 - 1996.3.24   | 県立岐阜医大 昭和37年卒                | 陸上幕僚監部衛生部長                                         | 陸上幕僚監部付 →1996.4.1 退職              |
| 23 | 正宗弘道               | 1996.3.25 - 1997.6.30  | 信州大学 昭和39年卒                    | 陸上幕僚監部衛生部長                                         | 退職                                       |
| 24 | 光辻烈馬               | 1997.7.1 - 1999.3.28   | 神戸医科大学 昭和40年卒                | 自衛隊阪神病院長 兼 川西駐屯地司令                           | 退職                                       |
| 25 | 濱田寧                 | 1999.3.29 - 2001.6.28  | 関西医科大学 昭和43年卒                | 自衛隊札幌病院長 兼 豊平駐屯地司令                           | 退職                                       |
| 26 | 阿部重人               | 2001.6.29 - 2003.6.29  | 東京医科歯科大学 昭和50年卒            | 自衛隊仙台病院長                                             | 退職                                       |
| 27 | 中川克也               | 2003.6.30 - 2006.3.26  | 昭和大学 昭和47年卒                    | 自衛隊阪神病院長 兼 川西駐屯地司令                           | 退職                                       |
| 28 | 堀口紀博               | 2006.3.27 - 2007.12.2  | 名城大学 昭和45年卒                    | 陸上自衛隊衛生学校副校長 兼 企画室長                         | 退職                                       |
| 29 | 後藤達彦               | 2007.12.3 - 2010.3.31  | 防医大2期                              | 自衛隊仙台病院長                                             | 自衛隊中央病院副院長                       |
| 30 | 東威志                 | 2010.4.1 - 2013.8.21   | 防医大2期                              | 陸上自衛隊衛生学校副校長 兼 企画室長                         | 退職                                       |
| 31 | 石川卓志               | 2013.8.22 - 2015.8.3   | 防医大3期                              | 自衛隊熊本病院長 兼 熊本駐屯地司令                           | 退職                                       |
| 32 | 松木泰憲               | 2015.8.4 - 2017.7.31   | 防医大11期                             | 自衛隊熊本病院長 兼 熊本駐屯地司令 兼 防衛医科大学校講師     | 陸上幕僚監部衛生部長                       |
| 33 | 川口雅久               | 2017.8.1 - 2018.7.31   | 防医大13期                             | 自衛隊札幌病院副院長 兼 企画室長                             | 陸上幕僚監部衛生部長 兼 自衛隊中央病院勤務 |
| 34 | 後藤義孝               | 2018.8.1 - 2021.9.29   | 防医大10期                             | 陸上自衛隊衛生学校副校長 兼 企画室長 兼 自衛隊中央病院救急科 | 退職                                       |
| 35 | 伊藤利光               | 2021.9.30 - 2023.8.28  | 防医大11期                             | 自衛隊中央病院第1内科部長 兼 第4内科部長                     | 退職                                       |
| 36 | 水口靖規               | 2023.8.29 - 2025.3.23  | 防医大16期                             | 自衛隊中央病院診療技術部長 兼 泌尿器科部長                   | 統合幕僚監部後方計画部副部長               |
| 37 | 白石智将               | 2025.3.24 -            | 防大38期                               | 東部方面総監部装備部長                                       |                                            |